# Mérida (México)
Mérida é a capital e maior cidade do estado de Iucatã, no México. Localizada no sudeste do país, a cidade conta com uma população de 925.129 habitantes. Fundada em 1542, foi erguida sobre as ruínas da antiga cidade maia de T'Hó.
A cidade é reconhecida por oferecer um elevado nível de qualidade de vida. Suas características urbanas são predominantemente horizontais, com muitas áreas arborizadas. A área metropolitana de Mérida compreende 13 municípios e população de 1,3 milhão de habitantes, tornando-a a 10ª maior área metropolitana do México, e a cidade mais populosa da região do sudeste do México.
Um fato que remonta à fundação da cidade em 1542 é que Francisco de Montejo, junto com seu pai, filho, sobrinho e outros conquistadores de Iucatã, fundadores de Mérida, e seus acompanhantes, durante o primeiro século após a conquista, buscavam razões de segurança e receio, dada a persistente rebelião dos maias, que jamais poderia ser totalmente rebatida. Isso é evidenciado pela rebelião de Jacinto Canek, no meio do século XVIII, e pela sangrenta e prolongada Guerra das Castas, que eclodiu em 1848 e só foi concluída no século XX. A intenção original deles era fazer da "Cidade Branca" um espaço apenas para os brancos da época. As portas de entrada para a cidade levavam aos "bairros de índios", que mais tarde seriam esmagados pelo crescimento da população.
Mais tarde, verificou-se que a necessidade dos conquistadores de obter a mão de obra exigida pela crescente expansão urbana era mais forte que seu desejo inicial de permanecer etnicamente puros, isolados e protegidos no espaço da cidade, criada sobre as ruínas da antiga cidade maia de T'Hó Ichcaanzihó, ou T'Hó.
Mérida foi nomeada em 2000 Capital Americana da Cultura em virtude de sua vocação, o que deu um impulso considerável às atividades culturais. A cidade já sediou duas reuniões entre os Estados Unidos e o México, sendo a primeira em 1999 e a segunda em 2007. Recentes reuniões científicas internacionais também foram realizadas em Mérida, como a Olimpíada Internacional de Matemática em 2005, a Olimpíada Internacional de Informática em 2006 e a Olimpíada Internacional de Física em 2009.

## Geografia

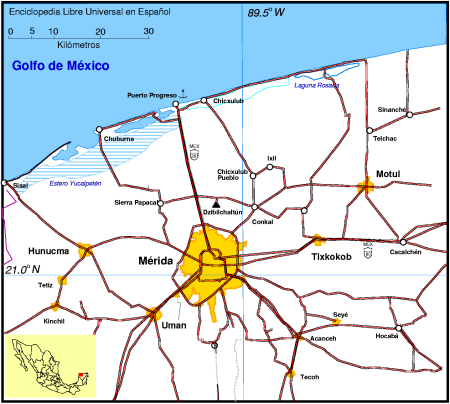
Mapa das estradas de Mérida e vizinhança

Mérida está localizada no nordeste da Península de Iucatã, a 36 km do Porto de Progresso, no Golfo do México. Encontra-se a leste de Cidade do México, a 1,450 km de distância, pela estrada costeira do Golfo (via Ciudad del Carmen). Mérida está localizada ao sul do centro da cratera de Chicxulub, a uma altitude de 9 metros acima do nível do mar.

## História
Mérida foi fundada em 6 de janeiro de 1542 pelo espanhol Francisco de Montejo junto com mais 100 famílias espanholas. Esta cidade foi construída sobre as ruínas da cidade maia T'Hó Ichcaanzihó, que em maia significa cinco montes, também conhecido apenas como T'Hó, que foi abandonada após a chegada dos espanhóis no século XVI. O historiador Victor Manuel Molina Solis diz que, quando as tropas espanholas entraram em T'Hó em 1541, mal se tinha 200 casas de palmeiras, ocupadas por cerca de mil indígenas desnutridos na região, com ruínas colossais e restos de construções, coroações incríveis e belas colinas cobertas de árvores silvestres de muita idade.
Mérida foi batizada com esse nome por conta da cidade na Espanha de mesmo nome, devido as construções encontradas na cidade abandonada maia que fez lembrar as ruínas romanas da Mérida espanhola. As pedras cortadas e esculpidas na cidade eram usadas pelos europeus para a construção dos edifícios da cidade nova.
O lema da cidade deriva do fato de que o nascimento do Filipe IV, então o Rei Filipe III expressou sua alegria espontânea escrita em uma carta: "O rei concede justiça e regimento da muito nobre e leal cidade de Mérida, Iucatã" Sexta-Feira Santa, 30 de abril em 1605.
O título foi orgulho para os cidadãos, e em 20 de agosto de 1608, o conselho deu ordens para todos em Mérida para escrever todos os documentos oficiais intitulados em referência à cidade: "Muito nobre e leal cidade de Mérida". Em 13 de julho de 1618, o Rei Filipe III da Espanha confirmou por carta real este título e atribuiu um brasão de armas.

## Arquitetura

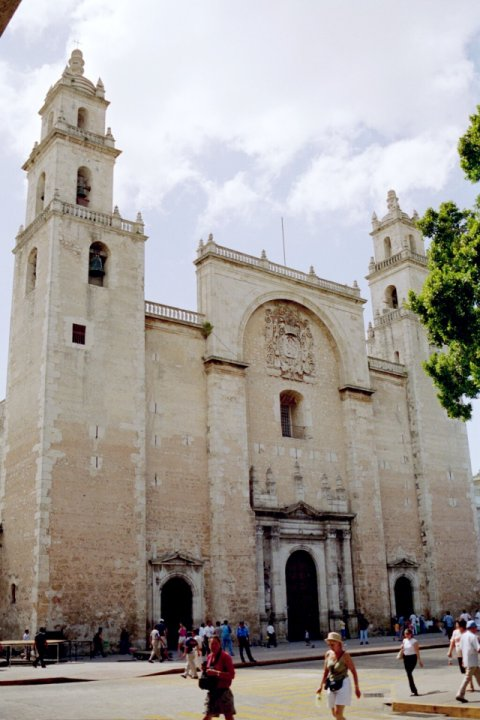
Catedral de San Ildefonso, a mais antiga da América (1598)

Parte da arquitetura colonial da cidade nos século XVII e XVIII pode ser vista no centro da cidade. Durante este período, a fim de proteger a cidade dos levantes indígenas, propôs um plano de gabinete, que teve lugar apenas na parede que cerca a cidade, com entradas ou arcos. Atualmente, apenas mantém o arco do Distrito de San Juan e os arcos da Ponte dos Dragões, no Bairro de La Mejorada.

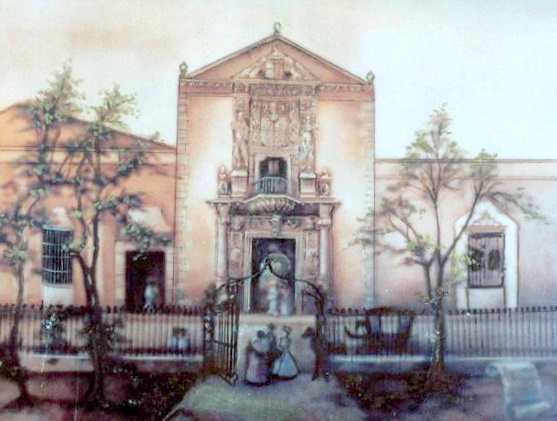
Casa que foi dos Montejo de 1548. Localizada na Praça Grande de Mérida. Litografia do século XIX

 Durante o século XIX e início do século XX foi um processo de "influência francesa" na arquitetura urbana, que se constituía nas casas antigas construídas na época do Paseo de Montejo, muitas das quais ainda existem. O ano do "boom" do ouro verde (Agave fourcroydes), e mais tarde no século XIX, foi uma época de afluência de Mérida. A situação de bonança ajudou a cidade, que tinha luz elétrica e bondes antes de muitas outras cidades.
No início do século XX, Mérida tinha inúmeras famílias ricas que contrastavam com a pobreza generalizada da população indígena. A Paseo de Montejo é uma avenida construída naquela época e inspirada em grandes avenidas de Paris, onde foram construídas mansões de ricos proprietários.

## Clima
Em geral o clima é quente e úmido, com chuvas no verão que vão de Junho a Outubro, e uma temperatura média anual de 26.3 °C.
| Dados climatológicos para Mérida | Dados climatológicos para Mérida | Dados climatológicos para Mérida | Dados climatológicos para Mérida | Dados climatológicos para Mérida | Dados climatológicos para Mérida | Dados climatológicos para Mérida | Dados climatológicos para Mérida | Dados climatológicos para Mérida | Dados climatológicos para Mérida | Dados climatológicos para Mérida | Dados climatológicos para Mérida | Dados climatológicos para Mérida | Dados climatológicos para Mérida |
| Mês                              | Jan                              | Fev                              | Mar                              | Abr                              | Mai                              | Jun                              | Jul                              | Ago                              | Set                              | Out                              | Nov                              | Dez                              | Ano                              |
| -------------------------------- | -------------------------------- | -------------------------------- | -------------------------------- | -------------------------------- | -------------------------------- | -------------------------------- | -------------------------------- | -------------------------------- | -------------------------------- | -------------------------------- | -------------------------------- | -------------------------------- | -------------------------------- |
| Temperatura máxima recorde (°C)  | 33                               | 35                               | 37                               | 41                               | 40                               | 39                               | 36                               | 38                               | 36                               | 34                               | 33                               | 33                               | 35                               |
| Temperatura máxima média (°C)    | 28                               | 29                               | 37                               | 41                               | 40                               | 33                               | 33                               | 33                               | 32                               | 31                               | 29                               | 28                               | 30                               |
| Temperatura mínima média (°C)    | 17                               | 17                               | 19                               | 21                               | 22                               | 23                               | 23                               | 23                               | 23                               | 22                               | 19                               | 18                               | 20                               |
| Temperatura mínima recorde (°C)  | 12                               | 11                               | 11                               | 14                               | 17                               | 21                               | 18                               | 19                               | 20                               | 17                               | 13                               | 13                               | 19                               |
| Precipitação (mm)                | 25                               | 18                               | 28                               | 28                               | 79                               | 173                              | 122                              | 135                              | 155                              | 102                              | 33                               | 31                               | 80                               |
| Fonte: BBC Weather Centre        |                                  |                                  |                                  |                                  |                                  |                                  |                                  |                                  |                                  |                                  |                                  |                                  |                                  |

## Cultura
Mérida tem a reputação de ser uma cidade de cultura. Além disso, a cultura é única em Mérida, Yucatán. No que diz respeito à música, as Trovas Yucatecas merecem destaque. Este gênero típico de Yucatán surgiu no século XIX e alcançou enorme popularidade nas primeiras décadas do século XX. A distinção especial da trova Yucateca é a sua diversidade de harmonias vocais e guitarra, bem como ritmos, principalmente o Bolero, Bambuco, Key, Dance, Jarana, Hall, Joropo, Valsa e outros. Alguns desses ritmos refletem o estado de interações culturais com países do Caribe, América do Sul e Europa, e foram adaptados de uma maneira particular a fim de identificá-los como Yucatán.
Há uma pluralidade de poetas e compositores, que ultrapassaram as fronteiras de Yucatán com sua música e canções. Destacam-se peças famosas, como: Peregrina, A Yucatán, Aires del Mayab, Beso Asesino, Mérida Colonial, Boca Loca, Caminante del Mayab, Te Amaré Toda la Vida, Contigo Aprendí, El Pájaro Azul, Esta Tarde Ví Llover, Novia Envidiada, Un Tipo como Yo, Amor, Amor, Nunca, etc. No "Museu da Canção Yucatecan" é promovida e preservada a riqueza da música popular, em particular as apresentações de trovas Yucatecas.

A folia de Yucatán também é um gênero musical que tem sido dançado por gerações e é considerado uma adaptação local pelos indígenas maias de músicas espanholas, introduzidas na colônia. Existe uma variedade de danças que são acompanhadas pela música de folia, entre eles, a dança das fitas e a dança cabeça de porco.

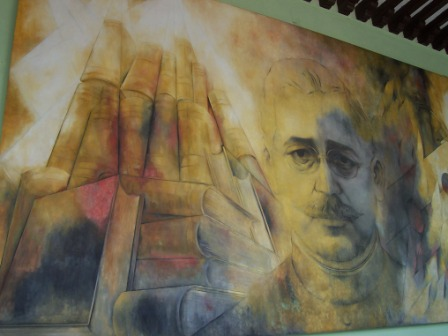
Mural de Salvador Alvarado, localizado no Palácio de Governo, em Mérida. Pintado por Fernando Castro Pacheco

Mérida também conta com uma das melhores orquestras sinfônicas do México, que é mantida permanente pelo governo do estado (poder público), integrada pelos doadores atribuído à boa música. E a sede do famoso "Teatro Peon Contreras", localizado no centro histórico de Mérida.
Mérida também tem bibliotecas, teatros, galerias de arte e exposições, museus de todos os tipos e particularmente a galeria de arte contemporânea no chamado "Museu de Arte Contemporânea Ateneo de Yucatan" ou MACAY, usada para expor os mais renomados artistas locais e estrangeiros. Parte do patrimônio cultural Yucateque é obra pictórica de Fernando Castro Pacheco. Os murais transportáveis cobrem as paredes do Palácio do Governo e em particular ao seu salão de história, localizada na Grande Plaza, em Mérida. O trabalho deste renomado artista também é exibido em uma área dedicada permanentemente no Museu de Arte Contemporânea, citado acima.

## Religião

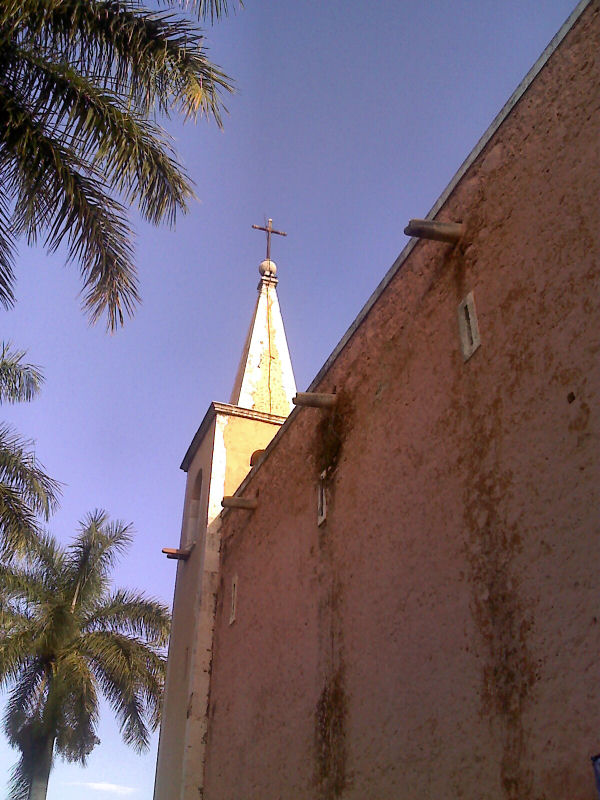
Igreja de Santa Ana

A maioria da população de Mérida é da Igreja Católica. Existem outras religiões importantes como as Testemunhas de Jeová, a Igreja Batista, A Igreja de Jesus Cristo dos Santos dos Últimos Dias, entre outros.
Em 2000, segundo um censo realizado pelo INEGI Instituto Nacional de Estatística, Geografia e Informática, que a população de Católicos com idade superior a 5 anos equivale a 553,227 mil habitantes, enquanto que os não católicos chegam a 80,714 mil habitantes.
Em Agosto de 1993, o Papa João Paulo II visitou esta cidade, durante sua terceira visita ao México.

## Vestígios maias
No caso particular de T'Hó, a informação histórica e literária Maia o refere como "Noh Cah Ti Hó" – o Gran Povo de T’Hó – de maneira que nos da uma ideia de que a antepassada cultura Maia de Mérida mereceu sempre um trato que mostra sua proeminência sobre outros povos da península. Para alguns historiadores, como Sergio Quezad e Raúl Canto Escaroz, T'Hó era um "local independente", entidade política descentralizada e não subordinada a nenhuma capital.
Os sítios arqueológicos mais próximos da cidade capital são: Dzibilchaltún, Dzoyilá, Chen Hó, Flor de Mayo, Xcatzmil, Caucel e Xoclán. Estas cidades maias pré-hispânicas formam um circuito na periferia de Mérida.

## Cidades irmãs
Mérida é cidade irmã das seguintes cidades do mundo:
- Albacete, Espanha
- Amsterdã, Países Baixos
- Ancona, Itália
- Bridgeport, Estados Unidos
- Cancún, México
- Cebu, Filipinas
- Copenhague, Dinamarca
- Córdoba, Argentina
- Erie, Estados Unidos
- Fullerton, Estados Unidos
- Glasgow, Reino Unido
- Guadalupe, México
- Iguala, México
- Kansas City, Estados Unidos
- Kingston, Jamaica
- La Paz, Bolívia
- Maracaibo, Venezuela
- Mérida, Espanha
- Mérida, Venezuela
- Miami, Estados Unidos
- Montreal, Canadá
- Nova Orleães, Estados Unidos
- Palermo, Itália
- Panama City, Estados Unidos
- Paris, França
- Parma, Itália
- Santander, Espanha
- Sarasota, Estados Unidos
- Stargard, Polônia
- Tampa, Estados Unidos
- Tel Aviv, Israel
- Valhadolide, Espanha
- Vitória, Canadá
- Yakima, Estados Unidos